# Kloster Heinrichau
Das Kloster Heinrichau (lateinisch Heinrichovium; polnisch Klasztor Henryków; tschechisch Klášter Jindřichov) ist ein Zisterzienserpriorat in Henryków (deutsch: Heinrichau) im Powiat Ząbkowicki der Woiwodschaft Niederschlesien in Polen. Es liegt etwa 50 km südlich von Breslau.

## Geschichte

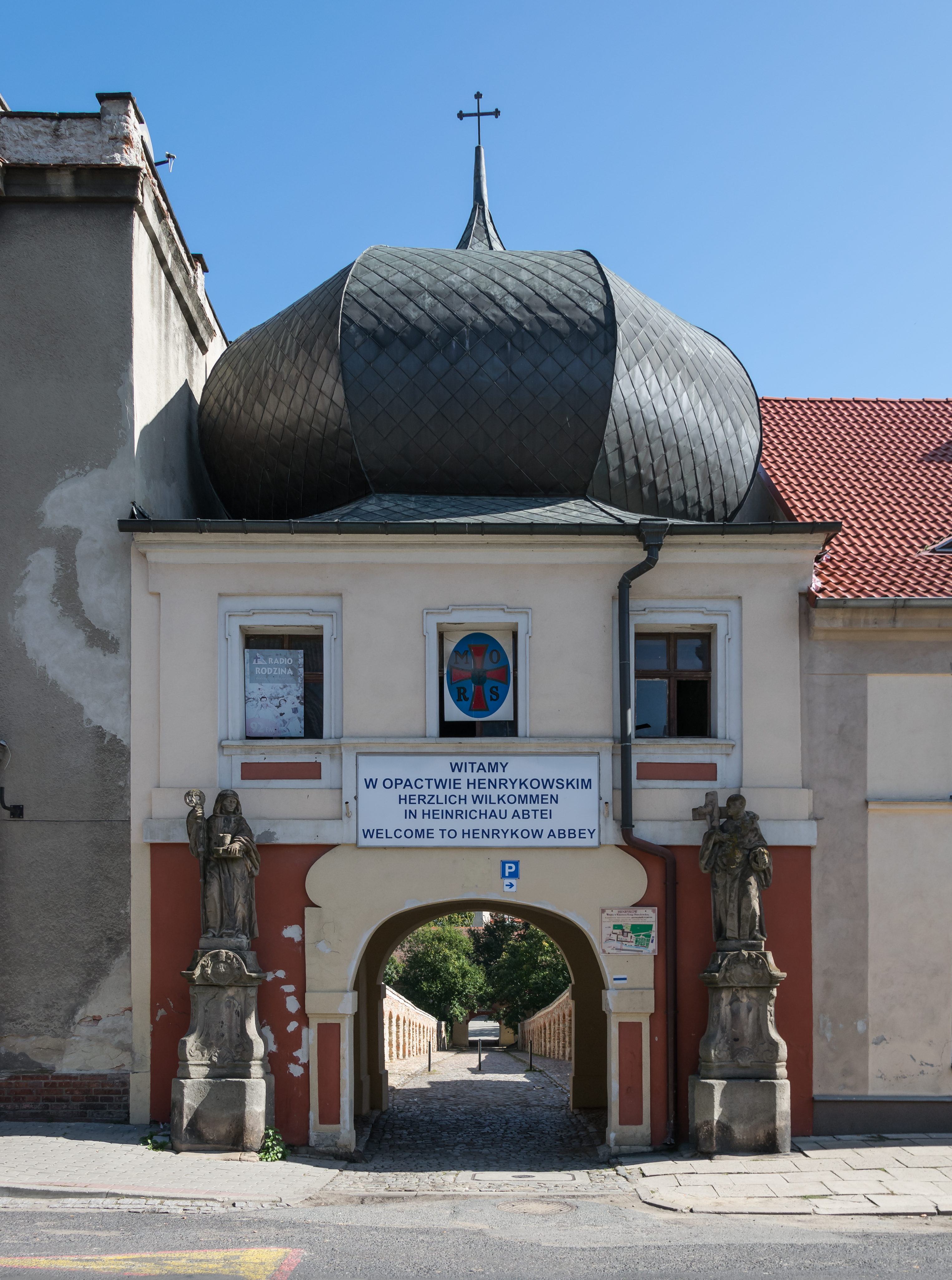
Barockes Tor

Das Kloster Heinrichau wurde im Jahre 1222 als Stiftung des Breslauer Domherrn Nikolaus auf herzoglichem Grund im oberen Ohletal errichtet. Die Genehmigung hierzu erteilte Herzog Heinrich I. der Bärtige, dessen Notar Nikolaus war. Die Besiedlung des Klosters erfolgte 1227 mit einem deutschen Konvent vom Kloster Leubus aus. 1228 wurde die Klosterkirche geweiht und das Stiftungsprivileg ausgestellt. Nach den 1241 durch den Mongolensturm verursachten Zerstörungen wurde das Kloster wiederaufgebaut. Durch Rodung des umliegenden Gebietes und Anlage von deutschrechtlichen Siedlungen wurde das Kloster ein wichtiges Kolonisationszentrum (→ Hochmittelalterliche Ostsiedlung). Politisch gehörte es bis 1290 zum Herzogtum Breslau, danach zum Herzogtum Schweidnitz und ab 1321 zum Herzogtum Münsterberg, mit dem es 1336 an die Krone Böhmen gelangte. Für dieses Jahr sind 44 Priester- und 30 Brüdermönche belegt.
Während seiner Zugehörigkeit zum Herzogtum Schweidnitz wurde 1292 das neu gegründete Kloster Grüssau auf Wunsch des Herzogs Bolko I. mit Heinrichauer Mönchen besiedelt. In der ersten Hälfte des 14. Jahrhunderts wurde die Abtei, welche die Herrschaftsrechte auf seinen Besitzungen ausübte, erweitert. Zu Rückschlägen kam es während der Hussitenkriege. Um seine Ansprüche auf das Herzogtum Münsterberg durchzusetzen, plünderte 1442 Hynek Kruschina von Lichtenburg das Kloster, da dieses die Münsterberger Stände unterstützte, die sich gegen Hynek Kruschina stellten. 1501 stieg der Abt zum infulierten Prälaten auf. Nach dem Tod des Münsterberger Herzogs Karl I. 1536 wandten sich seine Söhne der Reformation zu, wodurch sich auch im klösterlichen Umfeld das Luthertum ausbreitete. Durch den damit verbundenen Nachwuchsmangel und Austritte zählte der Heinrichauer Konvent 1553 nur noch drei Mitglieder. Deshalb zogen im selben Jahr die polnischen Mönche des Klosters Wągrowiec (Wongrowitz) nach Heinrichau aus. Etwa von 1554 bis 1571 wurde die Klosteranlage im Renaissancestil erweitert. Nach einem Brand 1621 und den Auswirkungen des Dreißigjährigen Krieges wurde das Kloster verlassen.
Ein wirtschaftlicher und pastoraler Aufschwung erfolgte im Zuge der Gegenreformation in der zweiten Hälfte des 17. Jahrhunderts. 1677 konnte in Verhandlungen ein langjähriger Exemtionsstreit mit dem Breslauer Bischof Friedrich beigelegt werden. Unter Abt Heinrich Kahlert (1681–1702) erfolgte ein barocker Wiederaufbau der Abteikirche und der Klostergebäude. Von etwa 1650 bis 1750 führten die Äbte von Heinrichau und Kamenz abwechselnd die Landeshauptmannschaft im Fürstentum Münsterberg aus. 1699 erwarb das Kloster die in den Türkenkriegen untergegangene ungarische Abtei Zirc. Nach dem Wiederaufbau wurden von Heinrichau aus Mönche und Bauern dorthin entsandt und das Kloster Zirc vom Heinrichauer Abt mitverwaltet. 1739 konnte die Heinrichau benachbarte Herrschaft Schönjohnsdorf mit acht Dörfern erworben werden. Das Wasserschloss von Schönjohnsdorf diente als Residenz der Äbte.
Nach dem Ersten Schlesischen Krieg fiel die Abtei zusammen mit fast ganz Schlesien 1742 an Preußen. Die nachfolgenden staatlichen Maßnahmen hemmten die weitere Entwicklung des Klosters, das 1810 ganz aufgehoben wurde. Kunstschätze, Archiv und Bibliothek wurden zum größten Teil an die staatlichen Museen in Breslau übergeben und die Abteikirche zu einer katholischen Pfarrkirche umgewidmet.
Die Klostergebäude und die Stiftsherrschaft kamen 1812 an Prinzessin Friederike Louise Wilhelmine, eine Tochter des preußischen Königs Friedrich Wilhelm II. und spätere Königin der Niederlande. 1863 wurde der Besitz an die Großherzöge von Sachsen-Weimar-Eisenach verkauft. 1937 umfasste die Herrschaft Heinrichau dreißig Güter mit einem großen Verwaltungsbetrieb von einem Generalbevollmächtigten, Oberinspektoren, Rentamt und Forstmeister. Man unterhielt eine Fasanerie und sogar ein eigenes Laboratorium. Die Herrschaft gehörte Wilhelm Ernst von Sachsen. Seine zweiten Ehefrau, der Großherzogin Feodora von Sachsen, geborene Prinzessin von Sachsen-Meiningen (1890–1972), besaß einen so genannten Erbhof Alt Heinrichau mit drei Nebengütern, gesamt 458 ha. Die Familie hielt die Begüterungen bis zur Enteignung 1945.
Nach dem Übergang an Polen als Folge des Zweiten Weltkriegs wurden die Klostergebäude und der Klosterbesitz verstaatlicht. 1947 gelang es der Krakauer Filiale des Zisterzienserordens, die Klosterkirche und einen Teil des Klosterguts zu erlangen. Dadurch wurde die Wiederbesiedlung mit Mönchen aus dem polnischen Kloster Szczyrzyc ermöglicht. 1973 wurde die Niederlassung zu einem einfachen Priorat erhoben. Heute stehen die Mönche im Dienste der örtlichen Pfarrei, die Klostergebäude werden vom Propädeutikum des Priesterseminars der Bistums Breslau und einem katholischen Knaben-Lyzeum genutzt.

## Äbte (unvollständig)
- 1611–1627 Andreas Beyer
- 1656–1680 Melchior Welzel
- 1680–1681 Daniel Meyer
- 1681–1702 Heinrich III. Kahlert
- 1702–1722 Tobias Ackermann
- 1723–1724 Anton Niklas (res., später aus der Äbteliste gestrichen)
- 1725–1732 Gregor Regnard (von 1715 bis 1725 auch Administrator von Zirc)
- 1732–1749 Gerhard Wiesner
- 1749–1763 Candidus Rieger
- 1763–1778 Konstantin Haschke
- 1778–1792 Markus Welzel
- 1793–1810 Konstantin Gloger

## Bauten und Anlage

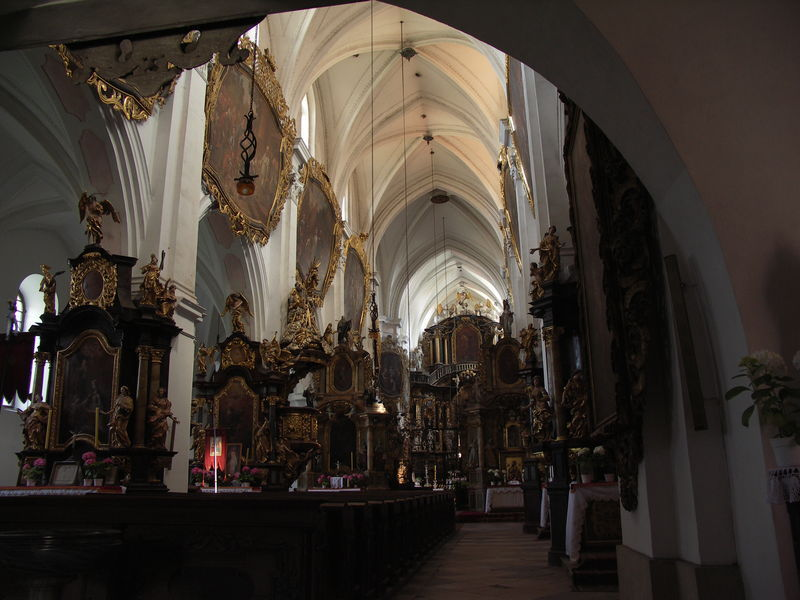
Inneres der Klosterkirche

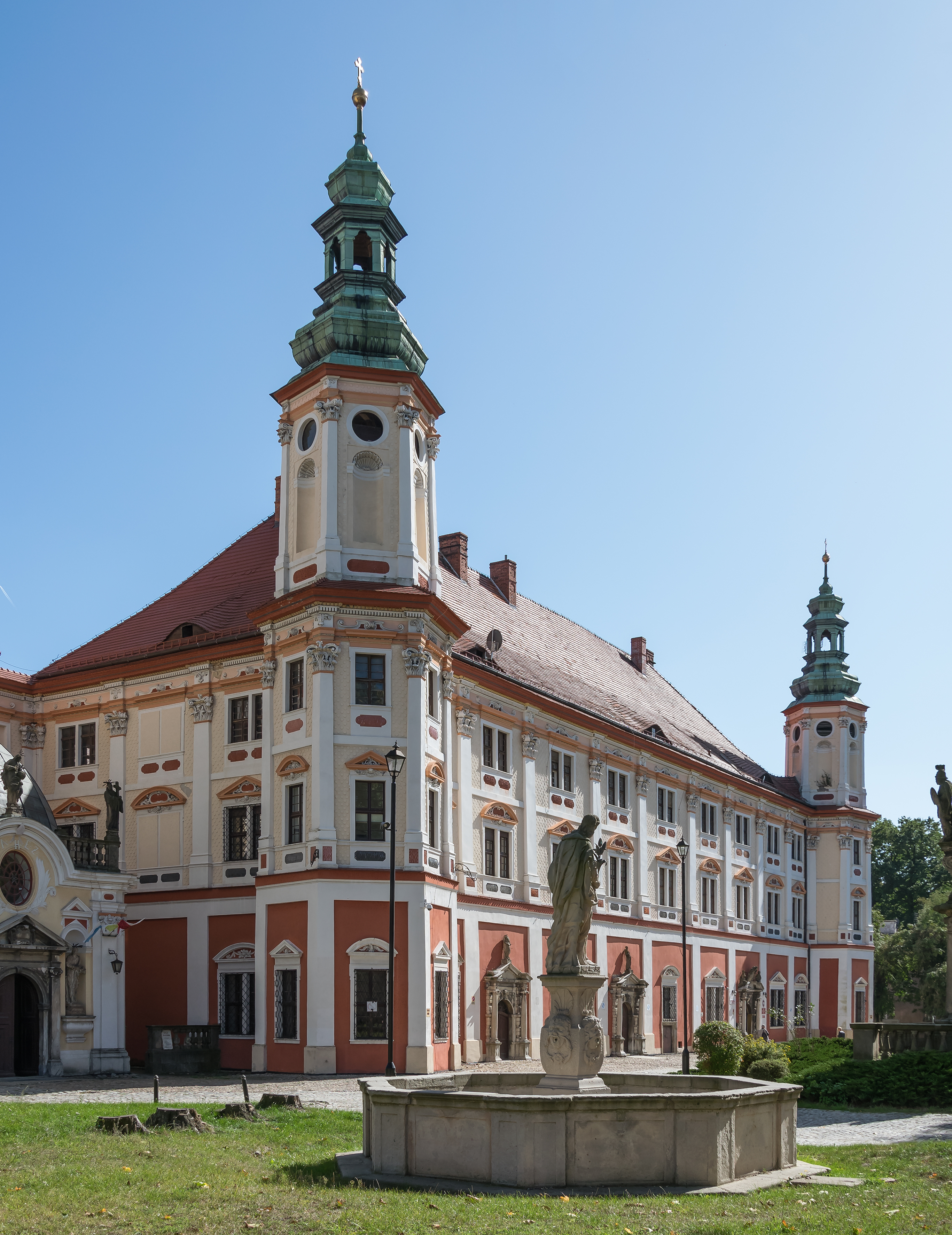
Klostergebäude

Die seit Mitte des 13. Jahrhunderts errichtete Kirche Mariä Himmelfahrt und St. Johannes der Täufer folgt nicht dem ursprünglichen Plan. Sie ist eine dreischiffige, kreuzrippengewölbte Basilika mit je fünf rechteckigen Langhaus- und Seitenschiffjochen, Querhaus und drei schmäleren Chorjochen – der Chorabschluss ist gerade. Den Innenraum gliedern Spitzbogenarkaden. Der spätere Umgang im Osten ist tonnengewölbt – an ihn schließen sich drei gewölbte barocke Kapellen an. Das Langhaus wurde 1320 fertiggestellt. Die Kirche wurde 1648 bis 1698 und von 1702 bis 1722 barockisiert. Im Nordwesten liegt ein quadratischer, massiger Turm mit Zwiebelhaube, der ursprünglich noch aus der gotischen Anlage stammt. Die Barockfassade schmückt ein Volutengiebel. Die vorgelegte Vorhalle mit elliptischer Kuppel und Laterne datiert von 1713. Die Kirche verfügt über eine reiche Barockausstattung. Der Hauptaltar von Georg Schrötter enthält Gemälde von Michael Willmann. Das Renaissancegestühl von 1576 wurde in der zweiten Hälfte des 17. Jahrhunderts barockisiert. Dabei wurden für die Flachreliefs an den Lehnen des Chorgestühls Vorlagen von Michael Willmann mit Szenen aus dem Grüssauer Passionsbuch verwendet. Der Rokoko-Orgelprospekt im Süden und ein Scheinprospekt im Norden stammen aus der Zeit um 1750. Die Kanzel zeigt Wappenkartuschen von Heinrichau und dem Kloster Zirc in Ungarn.
Die Klausur liegt rechts von der Kirche. Sie wurde unter Verwendung älteren Mauerwerks von 1681 bis 1702 errichtet, später zur Nebenresidenz ausgebaut und diente von 1945 bis 1990 als Technikum, jetzt als Priesterseminar. Sie ist eine dreigeschossige Dreiflügelanlage, im Nordwesten und Südwesten mit Ecktürmchen mit Zwiebelhauben und Laternen.
Die Klosteranlage weist zwei Torbauten von 1680 und 1701 sowie verschiedene Wirtschafts- und Schulbauten, das ehemalige Spital und einen barocken Klosterspeicher auf.

## Heinrichauer Gründungsbuch
Das Heinrichauer Gründungsbuch ist eine lateinisch verfasste Klosterchronik, die von den deutschen Mönchen des Klosters nach 1250 begonnen und bis 1310 geführt wurde. Sie wurde vom Breslauer Universitätsprofessor Gustav A. Stenzel entdeckt und 1854 unter dem Titel Liber fundationis claustri Santa Mariae Virginis oder Gründungsbuch des Klosters Heinrichau in Breslau veröffentlicht. Die Handschrift, die auf Pergament geschrieben ist, wurde im 17. Jahrhundert in glattes Pergament mit Goldverzierungen eingebunden. Sie befindet sich heute in den Sammlungen des Erzdiözesanarchivs und -museums in Breslau. Im Jahr 2015 wurde diese Chronik des Klosters aus dem Hochmittelalter zum Weltdokumentenerbe der UNESCO erklärt.
Die Aufzeichnungen berichten, wie das Kloster entstand, wie es seine Besitzungen und Zehnten erwarb und die Besiedlung der Umgebung vorantrieb. Sie sollten auch die Beweise über die Rechte des Klosters sichern. Zudem wurden die durch den Mongolensturm verursachten Schäden dokumentiert. Außerdem findet sich in den Aufzeichnungen der Hinweis, dass ganz Schlesien von einem Wall- und Grabensystem umgeben war, das als Preseka oder Hag bezeichnet wurde.

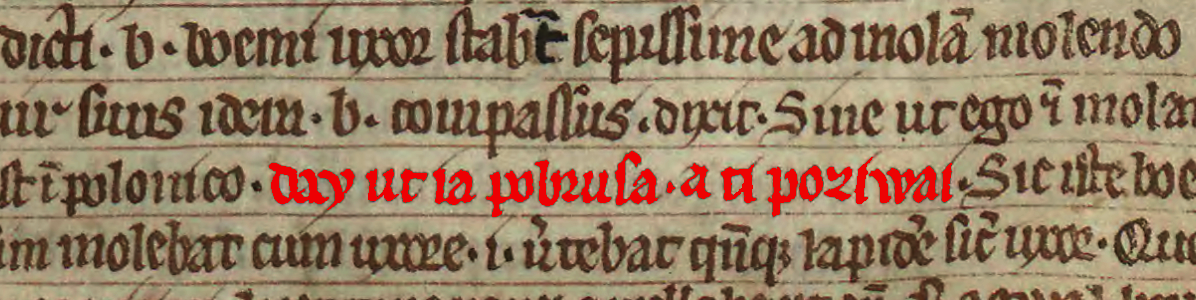
Ausschnitt aus dem Heinrichauer Gründungsbuch

In dem von einem deutschen Mönch verfassten lateinischen Text aus dem Jahr 1270 findet sich der Satz „day ut ia pobrusa, a ti poziwai“, den der schlesische Böhme „Bogval“ zu seiner polnischen Frau sprach. In der Übersetzung bedeutet dies „Lass mich jetzt mahlen, und du ruh dich aus“. Der Satz, der tschechische und schlesische Einflüsse aufweist, gilt als das älteste überlieferte Sprachdenkmal der altpolnischen Sprache.

### Genealogie
- Gottfried Graf Finck v. Finckenstein, Christoph Franke: Gothaisches Genealogisches Handbuch der Fürstlichen Häuser. (GGH), Band I, Band 1 der Gesamtreihe GGH, Verlag des Deutschen Adelsarchivs, Marburg 2015. ISBN 978-3-9817243-0-1. S. 251.
- Hans Friedrich v. Ehrenkrook: Genealogisches Handbuch der Fürstlichen Häuser, Band I, I. Abt. (ehem. reg. Häuser), Band 1 der Gesamtreihe GHdA, C. A. Starke, Glücksburg/Ostsee 1951, S. 143. ISSN 0435-2408.